# Distretto di Huacar
Il distretto di Huacar è uno degli otto distretti della provincia di Ambo, in Perù. Si trova nella regione di Huánuco e si estende su una superficie di 234.23 chilometri quadrati.